# Nas dla wstał z martwych Syn Boży
Nas dla wstał z martwych Syn Boży – polska średniowieczna pieśń religijna.
Pieśń ta rozpoczyna drugą część Bogurodzicy w wersji wielozwrotkowej i występuje po dwóch najstarszych strofach. Z powodu tematyki nazywana jest pieśnią wielkanocną.
W przekazie krakowskim pieśń składa się z czterech strof, z których trzy początkowe mogą stanowić zapis tekstu tropu płockiego znanego wcześniej z incipitu Wstał z martwych nasz krol. Utwór mógł powstać w 1. połowie XIV wieku. Melodia i forma wiersza naśladują trop Triumfat Dei Filius do antyfony Cum rex gloriae Christus, znanej od X wieku. Antyfona ta miała się pojawić w Polsce niedługo po przyjęciu chrześcijaństwa wraz z pontyfikałem mogunckim. Pieśń nie jest jednak dosłownym tłumaczeniem tropu. Czwarta zwrotka mogła zostać ułożona osobno i dodana do trzech poprzednich. Jednak użycie w niej archaicznych określeń „kmieć” (jako książęcy wasal), „wiec” (rada książęca, wiec sądowy) świadczy o jej dawnym powstaniu.